# Бульбашкова камера

Схема дії бульбашкової камери

Бульбашкова камера — детектор треків швидких заряджених частинок, який використовує властивість іонів бути центрами утворення бульбашок у перегрітій рідині.
Заряджена частинка, пролітаючи крізь рідину, іонізує її молекули вздовж своєї траєкторії. Іони виконують роль зародків бульбашок у спеціально приготовленій перегрітій рідині. Утворений слід фотографують.
Бульбашкову камеру зазвичай поміщають в магнітне поле, що дозволяє ідентифікувати частинки за їхнім питомим зарядом.
За винахід бульбашкової камери в 1952 році Дональд Глейзер отримав Нобелівську премію з фізики за 1960 рік.